# Pasta co' le cèe
La pasta co' le cèe (pasta con le anguille cieche) era un piatto tradizionale della cucina viareggina e pisana, a base di avannotti di anguilla, cèe in dialetto viareggino, oggi quasi scomparso a causa delle limitazioni normative. 
Tipicamente per questa ricetta si usavano gli spaghetti.

## Origine
La pesca delle cèe avveniva principalmente nel canale Burlamacca, nell'Arno e in altri corsi d'acqua, di notte, controcorrente e utilizzando da riva un apposito retino chiamato cerchiaia.
Questa pesca costituiva un'importante fonte di sostentamento per gli anitchi abitanti della costa toscana. 

## Preparazione
Far rosolare l'aglio, e poi rimuoverlo dall'olio, aggiungere la salvia, buccia di arancia, concentrato di pomodoro allungato con un po' acqua (oppure conserva di pomodoro). 
Dopo pochi minuti, aggiungere le cèe e salare. 
Saltare la pasta (cotta a parte).